# Rosendo Alvarez
Rosendo Alvarez est un boxeur nicaraguayen né le 6 mai 1970 à Ciudad Sandino.

## Carrière
Passé professionnel en 1992, il devient champion du monde des poids pailles WBA le 2 décembre 1995 en battant aux points Chana Porpaoin. Alvarez conserve son titre à 5 reprises puis s'incline contre Ricardo López le 13 novembre 1998. Également champion des poids mi-mouches WBA entre 2001 et 2004, il mettra un terme à sa carrière de boxeur en 2012 sur un bilan de 37 victoires, 4 défaites et 2 matchs nuls.

## Référence
1. ↑  (en) Chana Porpaoin vs. Rosendo Alvarez (boxrec.com)